# Rigidez estructural

Los gráficos se dibujan como varillas conectadas por bisagras giratorias. El grafo ciclo C_{4} dibujado como un cuadrado se puede inclinar por la fuerza azul en un paralelogramo, por lo que es un gráfico flexible. K_{3}, dibujado como un triángulo, no puede ser alterado por ninguna fuerza que se le aplique, por lo que es un gráfico rígido.

En geometría discreta y mecánica, la rigidez estructural es una teoría combinatoria para predecir la flexibilidad de conjuntos formados por cuerpos rígidos conectados por acoplamientos o bisagras flexibles.

## Definiciones
La rigidez es la propiedad de una estructura que no se dobla o flexiona bajo una fuerza aplicada. Lo opuesto a la rigidez es la flexibilidad. En la teoría de la rigidez estructural, las estructuras están formadas por colecciones de objetos que en sí mismos son cuerpos rígidos, a menudo se supone que toman formas geométricas simples como barras rectas (segmentos de línea), con pares de objetos conectados por bisagras flexibles. Una estructura es rígida si no puede flexionarse; es decir, si no hay un movimiento continuo de la estructura que conserve la forma de sus componentes rígidos y el patrón de sus conexiones en los acoplamientos.
Hay dos tipos esencialmente diferentes de rigidez. La rigidez finita o macroscópica significa que la estructura no se flexionará, plegará ni doblará en una cantidad positiva. La rigidez infinitesimal significa que la estructura no se flexionará ni siquiera en una cantidad que sea demasiado pequeña para ser detectada incluso en teoría. (Técnicamente, eso significa que ciertas ecuaciones diferenciales no tienen soluciones distintas de cero.) La importancia de la rigidez finita es obvia, pero la rigidez infinitesimal también es crucial porque la flexibilidad infinitesimal en teoría corresponde a la flexión minúscula del mundo real y el consiguiente deterioro de la estructura.
Un gráfico rígido es una incrustación de un grafo en un espacio euclídeo que es estructuralmente rígido. Es decir, un grafo es rígido si la estructura formada al reemplazar las aristas por varillas rígidas y los vértices por bisagras flexibles es rígida. Una gráfica que no es rígida se llama flexible. Más formalmente, la incrustación de un gráfico es flexible si los vértices se pueden mover continuamente, conservando las distancias entre los vértices adyacentes, con el resultado de que se alteran las distancias entre algunos vértices no adyacentes. La última condición descarta congruencias euclidianas como la traslación y la rotación simples.
También es posible considerar problemas de rigidez para gráficos en los que algunos bordes representan elementos de compresión (capaces de estirarse a una longitud mayor, pero no encogerse a una longitud más corta) mientras que otros bordes representan elementos de tensión (capaces de encogerse pero no estirarse). Un gráfico rígido con bordes de estos tipos forma un modelo matemático de una estructura de tensegridad.

## Matemáticas de la rigidez

El huso de Moser, un gráfico rígido y un ejemplo de un gráfico de Laman

El problema fundamental es cómo predecir la rigidez de una estructura mediante análisis teórico, sin tener que construirla. Los resultados clave en esta área incluyen lo siguiente:
- En cualquier dimensión, la rigidez de los vínculos de varilla y bisagra se describe mediante una matroide. Las bases de la matriz de rigidez bidimensional (los gráficos mínimamente rígidos en el plano) son los gráficos de Laman.
- El teorema de Cauchy establece que un poliedro convexo tridimensional construido con placas rígidas en sus caras, conectadas por bisagras a lo largo de sus bordes, forma una estructura rígida.
- Los poliedros flexibles, los poliedros no convexos que no son rígidos, fueron construidos por Raoul Bricard, Robert Connelly y otros. La conjetura del fuelle, ahora demostrada, establece que todo movimiento continuo de un poliedro flexible conserva su volumen.
- En el problema de arriostramiento de rejilla, donde el marco que se va a hacer rígido es una rejilla cuadrada con diagonales añadidas como arriostramiento cruzado, la rigidez de la estructura puede analizarse traduciéndola en un problema sobre la conectividad de un gráfico bipartito subyacente.[3][4]

Sin embargo, en muchas otras situaciones sencillas aún no siempre se sabe cómo analizar matemáticamente la rigidez de una estructura a pesar de la existencia de una considerable teoría matemática.

## Historia
Uno de los fundadores de la teoría matemática de la rigidez estructural fue el gran físico James Clerk Maxwell. El final del siglo XX vio un florecimiento de la teoría matemática de la rigidez, que continúa en el siglo XXI.
[Una] teoría del equilibrio y las deflexiones de los marcos sujetos a la acción de las fuerzas actúa sobre las durezas de la calidad (...) en los casos en que el marco (...) está reforzado por piezas de conexión adicionales (...) en casos de tres dimensiones, por el método regular de las ecuaciones de fuerzas, cada punto tendría tres ecuaciones para determinar su equilibrio, de modo que dieran 3s ecuaciones entre e incógnitas, siendo s el número de puntos y e el número de conexiones[sic]. Hay, sin embargo, seis ecuaciones de equilibrio del sistema que deben ser cumplidas necesariamente por las fuerzas, a causa de la igualdad de acción y reacción en cada pieza. Por lo tanto, si e = 3s − 6, el efecto de cualquier fuerza eterna será definitivo en producir tensiones o presiones en las distintas piezas; pero si e > 3s − 6, estas fuerzas serán indeterminadas.

## Otras lecturas
- Alfakih, Abdo Y. (2007), «On dimensional rigidity of bar-and-joint frameworks», Discrete Applied Mathematics 155 (10): 1244-1253, doi:10.1016/j.dam.2006.11.011.
- Connelly, Robert (1980), «The rigidity of certain cabled frameworks and the second-order rigidity of arbitrarily triangulated convex surfaces», Advances in Mathematics 37 (3): 272-299, doi:10.1016/0001-8708(80)90037-7.
- Crapo, Henry (1979), «Structural rigidity», Structural Topology (1): 26-45, 73.
- Maxwell, J. C. (1864), «On reciprocal figures and diagrams of forces», Philosophical Magazine, 4th Series 27 (182): 250-261, doi:10.1080/14786446408643663.
- Rybnikov, Konstantin; Zaslavsky, Thomas (2005), «Criteria for balance in abelian gain graphs, with applications to piecewise-linear geometry», Discrete and Computational Geometry 34 (2): 251-268, doi:10.1007/s00454-005-1170-6.
- Whiteley, Walter (1988), «The union of matroids and the rigidity of frameworks», SIAM Journal on Discrete Mathematics 1 (2): 237-255, doi:10.1137/0401025.

- Datos: Q7625050